# The 6th Letter
Kevon André Samuels (sinh ngày 13 tháng 8 năm 1992), được biết đến với nghệ danh The 6th Letter, là một nghệ sĩ thu âm hip hop người Canada đến từ Toronto. Anh là thành viên của Bakers Club.

## Cuộc đời và sự nghiệp

### Đầu đời và sự khởi đầu âm nhạc
Kevon sinh ngày 13 tháng 8 năm 1992 tại Toronto, Ontario. Anh đã dành một phần đầu của cuộc đời mình để đi du lịch qua lại giữa khu Flatbush của Brooklyn, Thành phố New York, nơi anh ở với cha mình (Paul McLawrence) và Trung tâm thành phố Toronto, nơi anh ở với mẹ (Claudette Samuels). Anh theo học Trường Trung học Công giáo St. Mary ở Toronto trước khi bỏ học vào năm 2010 để theo đuổi sự nghiệp âm nhạc. Kevon sử dụng biệt danh The 6th Letter từ biệt danh Freshie được đặt cho anh ở trường trung học.

### 2010-2011: What The F & Go Green
Năm 2010, The 6th Letter phát hành mixtape đầu tay của mình với tựa đề What The F. Mixtape đã thành công và cuối cùng thu hút được sự chú ý của người sáng lập / Giám đốc điều hành Cinematic Music Group & Smokers Club, Jonny Shipes, người đã cấp cho The 6th Letter một suất mở màn trong chương trình đầu tiên của Smokers Club Tour tại Toronto, Ontario vào ngày 1 tháng 10 năm 2010. Shipes và The Smokers Club sau đó đã tổ chức phát hành Go Green vào tháng 4 năm 2011.

### 2012-nay: NorthernPlayalisticGetHighMuzik
Kể từ khi phát hành Go Green, 6th đã biểu diễn với các nghệ sĩ nổi tiếng như Method Man, Big K.R.I.T., Curren$y, Mac Miller, Smoke DZA, ASAP Rocky, Raekwon, Juicy J, Machine Gun Kelly, Theophilus London, Styles P, Ghostface Killah, Casey Veggies, Action Bronson, Chance The Rapper, Redman, Royce Da 5'9. Vào ngày 27 tháng 11 năm 2013, một ca khúc trong mixtape thứ ba sắp tới của Kevon có tựa đề Chain Smokin khởi chiếu trên NOISEY. Mixtape thứ ba của 6th, NorthernPlayalisticGetHighMuzik đã được lên kế hoạch phát hành vào đầu năm 2014. Mixtape sẽ được sản xuất hoàn toàn bởi Raz Fresco.

## Danh sách đĩa nhạc

### Mixtape
- What The F (2010)[7]
- Go Green (2011)[8]
- NorthernPlayalisticGetHighMuzik (2014)